# Тэнсин Реб Андерсон
Тэнсин Реб Андерсон (р. 1943) — учитель японской буддийской традиции дзэн линии Сото-сю. Ученик Судзуки Сюнрю, старший преподаватель Дхармы в Сан-Францисском дзэн-центре.

## Биография
Родился Реб Андерсон в штате Миссисипи, вырос в Миннесоте. Когда Андерсону было одиннадцать лет, отец покинул семью, так что рос он в неполной семье. В молодости Реб занимался боксом, тогда же начал проявлять интерес к буддизму. В 1967 году бросил учёбу и занялся практикой Сото-сю под наставничеством Сюнрю Судзуки. В 1970 году
Андерсон получил сан священника.

## Стиль преподавания
По словам Джеймса Измаила Форда, «Андерсон является одним из первых людей, кто упорно работал над тем, чтобы популяризировать имя Догэна (японского мыслителя) на Западе. Он также сделал многое для того, чтобы связать идеи дзэн с современной психологией, основываясь на древних буддийских учениях, таких как Абхидхарма и Йогачара, и в то же время, на исследованиях и парадигмах, принятых в сегодняшнем западном мире».